# Salima Mukansanga
Salima Mukansanga (Ruanda, 1988) és una àrbitra de futbol ruandesa.

## Biografia
Salima Mukansanga, nascuda el 1988 i de professió llevadora, va començar en l'arbitratge internacional en 2012. El 2017 va arbitrar un partit de seleccions al Campionat femení sub-20 de la CAF de 2017 classificatori per a la Copa Mundial Femenina de Futbol Sub-20 de 2018 entre Kènia i Etiòpia. El 2018, va ser àrbitra central en la Copa Mundial Femenina de Futbol Sub-17 de 2018 a Uruguai, i va arbitrar alguns partits de la Copa d'Algarve.
També va ser una de les àrbitres en la Copa Mundial Femenina de Futbol de 2019, que se celebrà a França i va oficiar en els Jocs Olímpics d'Estiu de 2020 de Tòquio. A més d'arbitrar partits als nivells més alts del futbol femení internacional, Salima Mukasanga va fer història el 2022 en ser la primera dona en arbitrar un partit de la Copa Africana de Nacions, en categoria masculina. Igualment, aquell mateix any va esdevenir una de les tres primeres dones en arbitrar en la Copa del Món masculina que es va celebrar a Qatar.
L'any 2022 Salima Mukasanga va entrar a formar part de la llista de les 100 dones de la BBC.